# Marijan Kozma
Marijan Kozma (rum. Marian Cozma; Bukurešt, 8. septembar 1982 — Vesprem, 8. februar 2009) bio je rukometni reprezentativac Rumunije i član mađarskog rukometnog kluba KC Vesprem. Igrao je na poziciji pivota.
Kozma je u periodu od 2002. do 2006. godine igrao za bukureštanski Dinamo, odakle je prešao u Vesprem. Za reprezentaciju Rumunije igrao je od 2002 do 2009 godine, i u 60 nastupa postigao 115 golova.
Nastradao je na proslavi rođendana sina klupskog kolege Đerđe Ivančika u lokalnoj diskoteci, gde ih je napala grupa napadača i zadala mu smrtonosni ubod nožem u srce. Zajedno sa njim su teže povređeni i srpski rukometni reprezentativac Žarko Šešum sa fakturom jagodične kosti i hrvatski rukometaš Ivan Pešić kojem je zbog uboda nožem u leđa izvađen poveređeni bubreg.